# Hatsukaze (tàu khu trục Nhật)
Hatsukaze (tiếng Nhật: 初風) là một tàu khu trục hạng nhất của Hải quân Đế quốc Nhật Bản thuộc lớp Kagerō đã phục vụ tại Mặt trận Thái Bình Dương trong Chiến tranh Thế giới thứ hai. Nó sống sót qua nhiều cuộc đối đầu với lực lượng Đồng Minh, nhưng cuối cùng bị chìm vào tháng 11 năm 1943 sau khi bị hư hại do va chạm với một tàu tuần dương Nhật Bản.
Vào ngày 1 tháng 12 năm 1941 Hatsukaze đi đến Palau cùng với Hải đội Khu trục 16 trong thành phần Phân hạm đội Khu trục 2. Bắt đầu từ ngày 6 tháng 12, Phân hạm đội Khu trục 2 đã hộ tống cho chiếc tàu sân bay hạng nhẹ Ryūjō từ Palau đến hỗ trợ cho các lực lượng xâm chiếm Nam Philippine tại Davao, Menado, Kendari và Ambon trong suốt tháng 12 năm 1941 và tháng 1 năm 1942. Vào ngày 20 tháng 2 lực lượng đặc nhiệm đã hỗ trợ cho việc chiếm đóng Timor, và vào ngày 27 tháng 2 lên khu vực Đông đảo Java tại Đông Ấn thuộc Hà Lan.
Vào ngày 27–28 tháng 2, Hatsukaze và Phân hạm đội 2 hiến diện trong Trận chiến biển Java, tham gia cuộc tấn công bằng ngư lôi nhắm vào lực lượng hỗn hợp Đồng Minh, bao gồm các tàu chiến Hoa Kỳ, Anh, Hà Lan và Australia. Sang tháng 3 Phân hạm đội 2 tiến hành các hoạt động chống tàu ngầm tại biển Java Sea, rồi đến cuối tháng hộ tống cho lực lượng xâm chiếm đảo Christmas trước khi quay trở về Makassar. Vào cuối tháng 4, Hatsukaze quay trở về căn cứ hải quân tại Kure tại vùng biển nôi địa Nhật Bản và vào ụ tàu ngày 3 tháng 5 để bảo trì.
Vào ngày 21 tháng 5 năm 1942, Hatsukaze và Phân hạm đội 2 di chuyển từ Kure đến Saipan, nơi hẹn gặp gỡ một đoàn tàu vận tải chuyển binh lính để cùng đi về hướng đảo san hô Midway. Do thất bại của Lực lượng tấn công vì để mất bốn tàu sân bay hạm đội trong Trận Midway, cuộc xâm chiếm bị hủy bỏ và đoàn tàu vận tải rút lui mà không tham chiến. Hải đội Khu trục 16 được lệnh quay về Kure.
Vào ngày 14 tháng 7 năm 1942, Hatsukaze và Hải đội Khu trục 16 được điều về Phân hạm đội Khu trục 10, trực thuộc Hạm đội 3. Vào ngày 16 tháng 8, Phân hạm đội 10 khởi hành từ Kure hộ tống một hạm đội đi về hướng Truk. Ngày 24 tháng 8, Phân hạm đội 10 hộ tống cho Lực lượng Tấn công của Đô đốc Nagumo Chuichi trong Trận chiến Đông Solomons. Trong tháng 9 và tháng 10, chúng hộ tống cho hạm đội tuần tra ngoài khơi Truk phía Bắc quần đảo Solomons. Vào ngày 26 tháng 10, trong Trận chiến quần đảo Santa Cruz, chúng đã hộ tống cho Lực lượng Tấn công, rồi sau đó hộ tống cho các tàu sân bay  Shōkaku và Zuihō bị hư hại quay trở về Truk vào ngày 28 tháng 10. Ngày 4 tháng 11, Phân hạm đội 10 hộ tống cho tàu sân bay Zuikaku đi từ Truk đến Kure, rồi tiến hành huấn luyện tại vùng biển Nội địa Nhật Bản trước khi lại hộ tống Zuikaku đi từ Truk đến quần đảo Shortland trong tháng 1 năm 1943.
Vào ngày 10 tháng 1, trong khi hỗ trợ cho một chuyến vi vận chuyển hàng tiếp liệu đến Guadalcanal, Hatsukaze đã trợ giúp vào việc đánh chìm các xuồng phóng lôi PT boat Hoa Kỳ PT-43 và PT-112. Tuy nhiên, nó cũng chịu hư hại nặng khi bị đánh trúng một quả ngư lôi, có thể là bởi chiếc PT-112, vào mạn trái tàu; khiến tốc độ tối đa chỉ còn 18 knot và nó phải rút lui về Truk để được sửa chữa khẩn cấp. Đến tháng 4 nó quay về Kure để được sửa chữa triệt để. Vào tháng 9, Hatsukaze và Phân hạm đội Khu trục 10 đã hộ tống chiếc thiết giáp hạm Yamato đi từ Kure đến Truk. Vào cuối tháng 9 và một lần nữa vào cuối tháng 10, Phân hạm đội 10 hộ tống hạm đội chủ lực đi từ Truk đến Eniwetok và quay trở lại trong các hoạt động đối phó các cuộc không kích bởi tàu sân bay Mỹ tại khu vực Trung tâm Thái Bình Dương. Giữa hai đợt bố trí đó, Hatsukaze rời Truk một thời gian ngắn vào đầu tháng 10 năm 1943 để trợ giúp cho chiếc tàu chở dầu Hazakaya, vốn đã bị một tàu ngầm Mỹ phóng trúng ngư lôi.
Vào ngày 2 tháng 11 năm 1943, trong khi tấn công một lực lượng đặc nhiệm Đồng Minh ngoài khơi Bougainville trong Trận chiến vịnh Nữ hoàng Augusta, Hatsukaze va chạm với tàu tuần dương hạng nặng Myōkō. Sau khi mọi tàu chiến Nhật Bản có khả năng đều đã rút lui, Hatsukaze cùng với tàu tuần dương hạng nhẹ Sendai bị hỏa lực hải pháo của các tàu khu trục Đồng Minh đánh chìm ở tọa độ 06°01′N 153°58′Đ / 6,017°N 153,967°Đ. Trong số thủy thủ đoàn, 164 người đã tử trận bao gồm vị thuyền trưởng chỉ huy nó.
Hatsukaze được rút khỏi danh sách Đăng bạ Hải quân vào ngày 5 tháng 1 năm 1944.